# Xylena suffusa
Xylena suffusa là một loài bướm đêm trong họ Noctuidae.